# Ильинский храм (Старица)
Церковь Илии Пророка — приходской православный храм в городе Старице Тверской области. Принадлежит к Тверской епархии Русской православной церкви. Памятник архитектуры.

## История
Первые исторические сведения, свидетельствующие о существовавшем в Старице деревянном Ильинском храме, датируются 1624 годом. В 1773 году было получено разрешение на строительство на её месте каменного храма, но вскоре выяснилось, что «за теснотою у косогора» храм там строить нельзя. Поиски нового места заняли не один год.
Храм начали строить в 1782 году. Через шесть лет был освящён Екатерининский придел. И только в 1804 году был достроен главный храм во имя Ильи Пророка.

Священник Фёдор Савёлов писал в прошении — Тверскому и Кашинскому епископу Мефодию:
«Означенная церковь Пророка Илии состроена вновь, вся каменная, и внутри иконным изображением ныне отделана, и подлежащею церковного утварью снабжена, и в том благолепием церковным украшена; почему оной храм и следует освятить, но без благословения вашего Преосвященства приступить к сему не смеем».
Освятили храм 24 ноября 1804 года.
В 1806 году к Ильинскому храму относились 267 приходских дворов, в которых проживали 449 человек.
В 1824 году храм посетил император Александр I.

## Архитектура
Пятиглавый каменный храм с трапезной и трёхъярусной колокольней. Основное здание представляет собой двухсветный четверик.

## Современное состояние
По состоянию на 2021 год храм действует. Настоятель — священник Владимир Николаевич Марценюк.

## Галерея

Ильинский храм в Старице
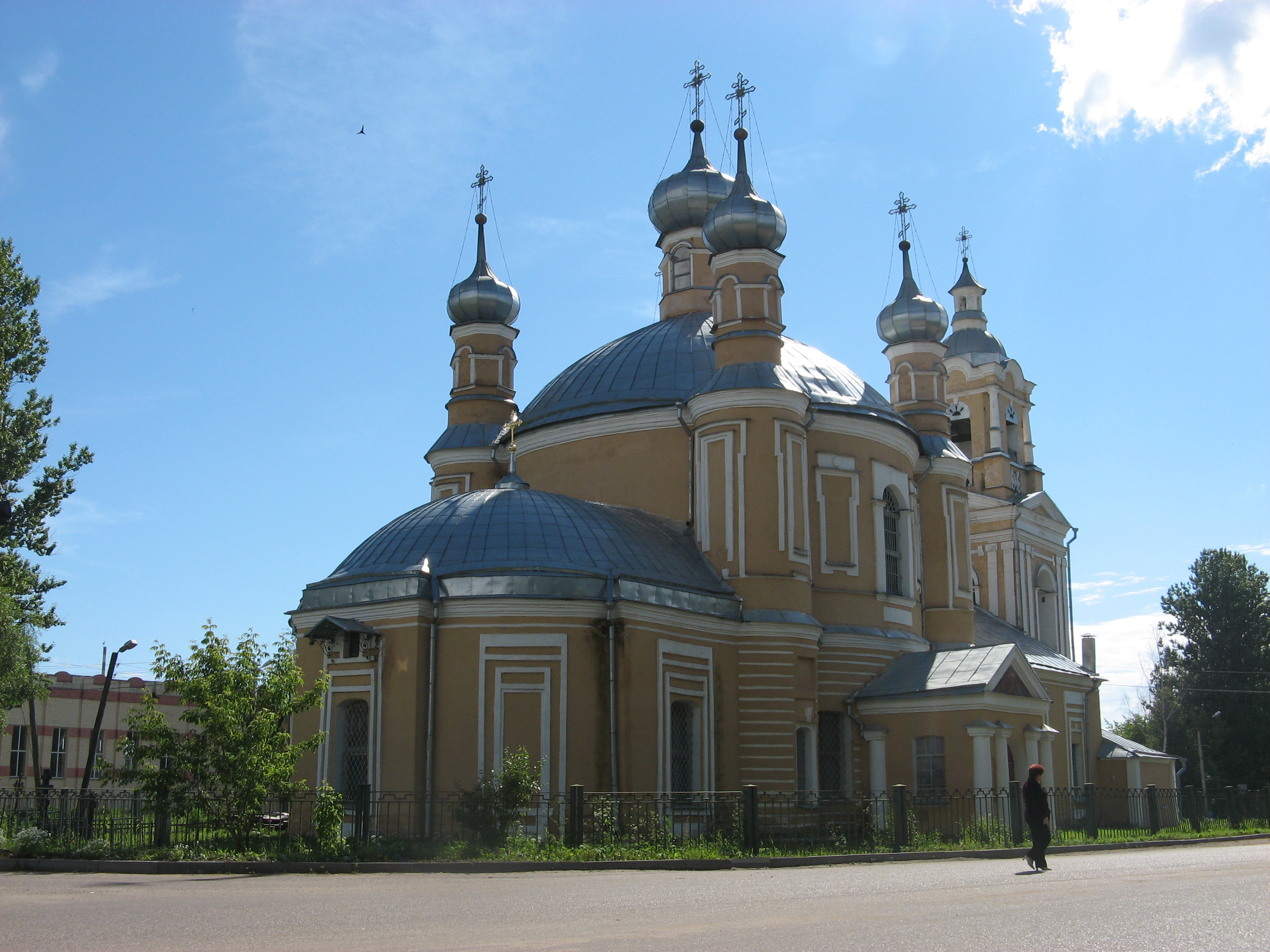
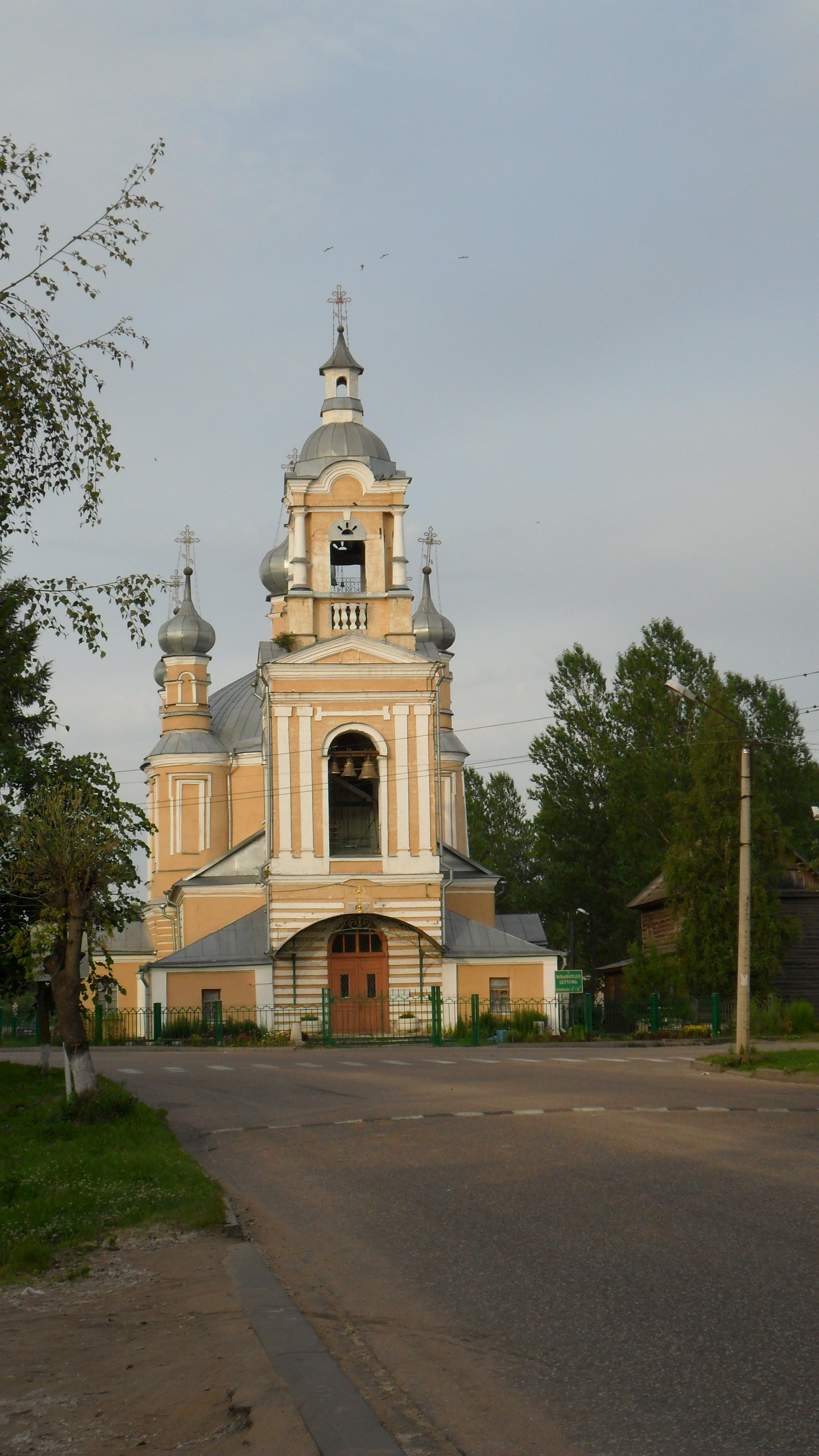
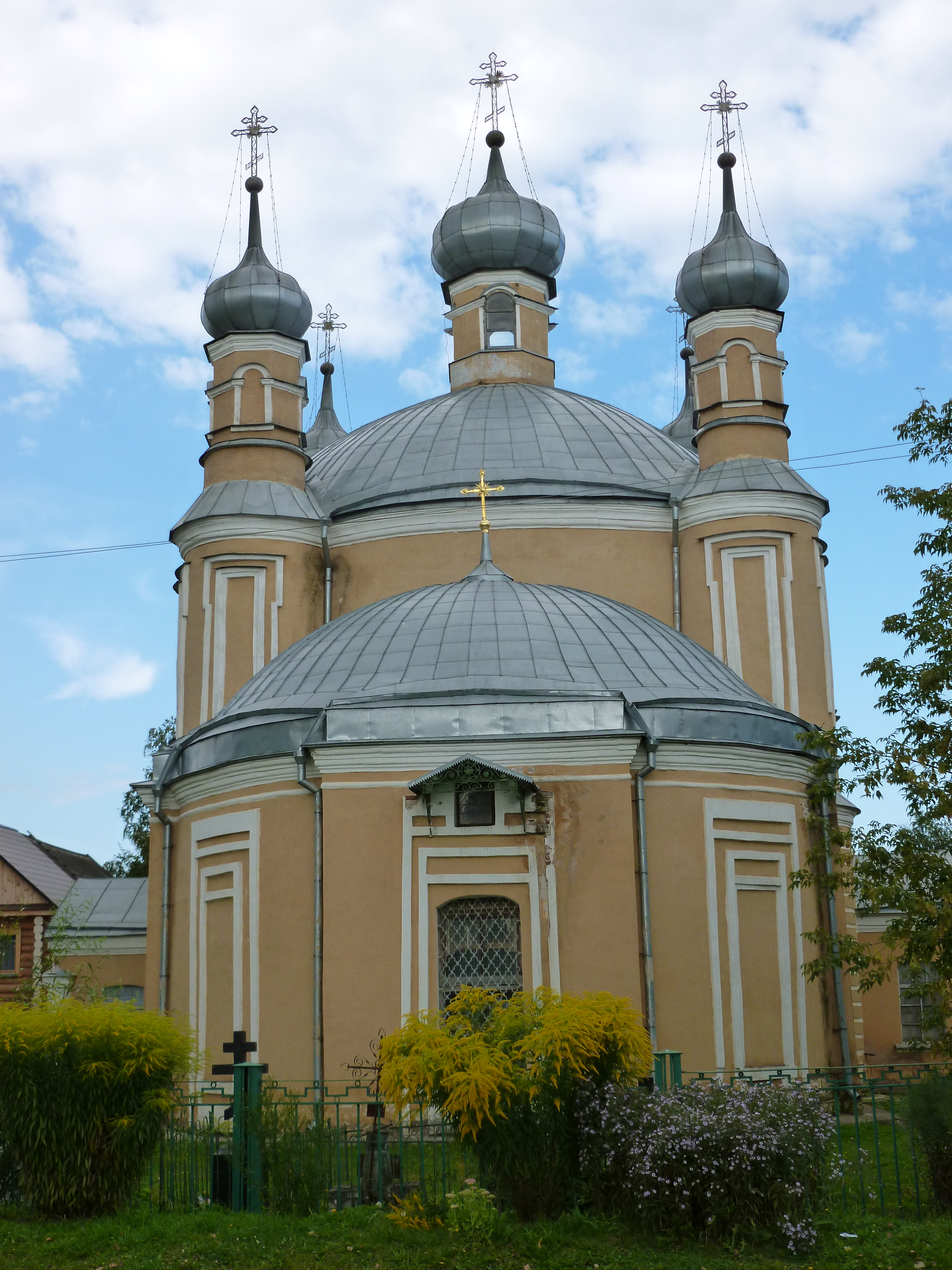
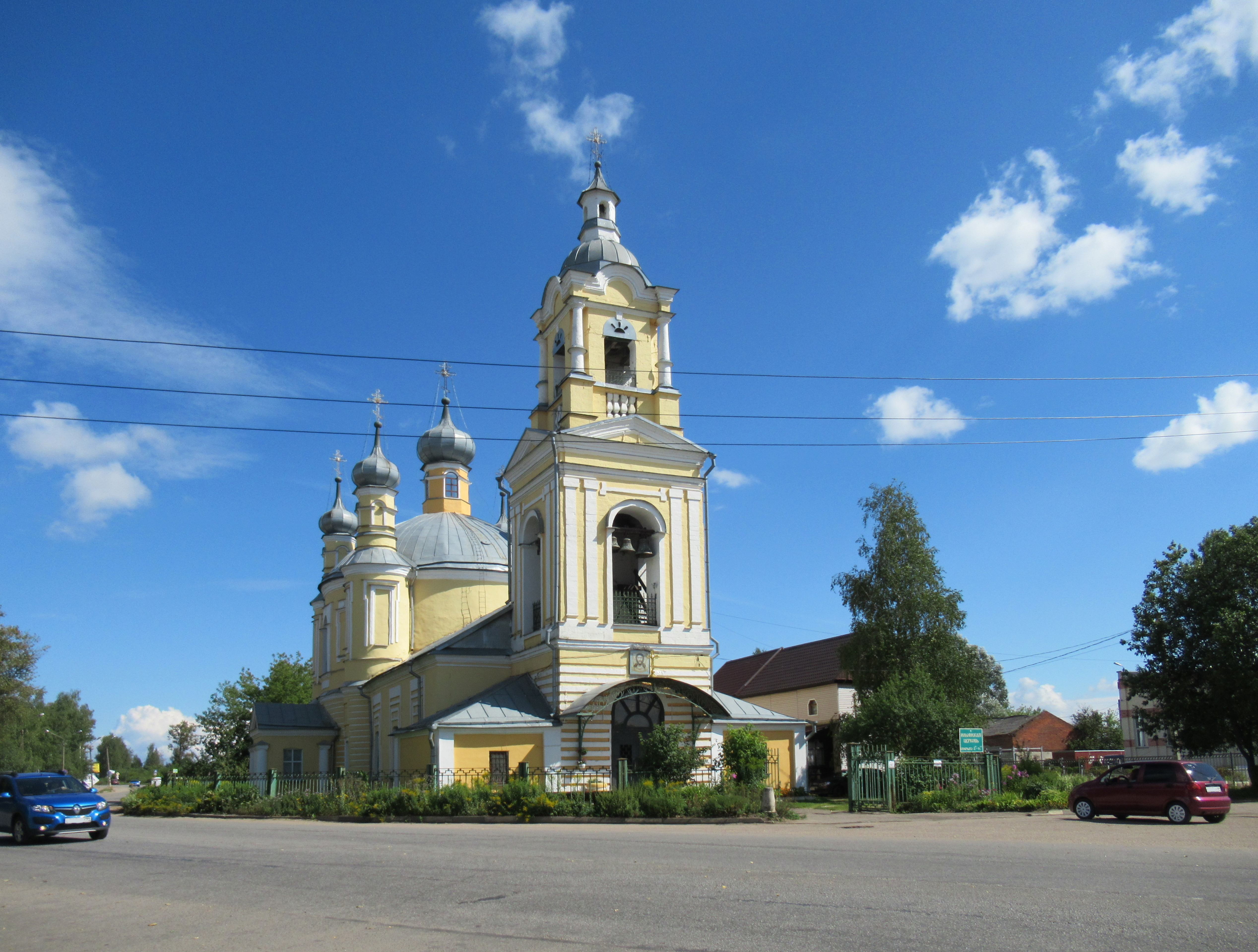